# Margarinotus stygicus
Margarinotus stygicus är en skalbaggsart som först beskrevs av J. E. Leconte 1845.  Margarinotus stygicus ingår i släktet Margarinotus och familjen stumpbaggar. Inga underarter finns listade i Catalogue of Life.